# QAnon
QAnon (/ˌkjuːəˈnɒn/ ) là một thuyết âm mưu cực hữu hoàn toàn không có cơ sở cáo buộc rằng những  cabal - những kẻ ấu dâm thờ Satan chuyên ăn thịt người đang điều hành một đường dây buôn bán tình dục trẻ em toàn cầu và có âm mưu chống lại Cựu Tổng thống Mỹ Donald Trump, người đang chiến đấu với nhóm người này. Các công tố viên Hoa Kỳ đã gọi Cabal là một nhóm cuồng giáo QAnon cũng khẳng định rằng Trump đang lên kế hoạch cho một ngày được gọi là "Bão tố", khi hàng nghìn thành viên của nhóm này sẽ bị bắt giữ.

## Tổng quan
Những người ủng hộ QAnon đã cáo buộc nhiều diễn viên Hollywood theo chủ nghĩa tự do, các chính trị gia đảng Dân chủ và các quan chức chính phủ cấp cao là thành viên của nhóm này. Họ cũng tuyên bố rằng Trump đã giả mạo âm mưu với người Nga để tranh thủ Robert Mueller tham gia cùng ông ta vạch trần đường dây buôn bán tình dục và ngăn chặn cuộc đảo chính của Barack Obama, Hillary Clinton và George Soros. Các thuyết âm mưu của QAnon đã được phổ biến với các tài khoản troll được phương Tây cho là do nhà nước Nga hậu thuẫn trên mạng xã hội cũng như các phương tiện truyền thông truyền thống được nhà nước Nga hậu thuẫn.
Mặc dù đã có các thuyết âm mưu tương tự lan truyền trong quá khứ như Pizzagate, QAnon thực sự nổi bật khi đăng một bài viết vào tháng 10 năm 2017 trên trang web ảnh ẩn danh 4chan do "Q", một tài khoản được cho là của một công dân Mỹ. Hiện tại, có khả năng cao khi cho rằng "Q" là một nhóm người hành động dưới cùng một cái tên. Q tuyên bố rằng mình có quyền truy cập những thông tin mật liên quan đến chính quyền Trump và những đảng phái đối lập ở Hoa Kỳ.
NBC News nhận thấy rằng ba người đã lấy bài đăng gốc của Q và mở rộng nó trên nhiều nền tảng phương tiện truyền thông để xây dựng lượng người theo dõi trên internet nhằm thu lợi nhuận. Trước thuyết QAnon, đã một số áp phích 4chan ẩn danh tương tự, chẳng hạn như FBIAnon, HLIAnon (Người nội bộ cấp cao), CIAAnon và WH Insider Anon. Mặc dù có nguồn gốc từ Mỹ, nhưng hiện nay có một phong trào QAnon đáng kể bên ngoài Hoa Kỳ, đặc biệt là ở châu Âu.
Những người ủng hộ thuyết QAnon bắt đầu xuất hiện tại các cuộc mít tinh của chiến dịch tái tranh cử của Trump vào tháng 8 năm 2018. Bill Mitchell, một phát thanh viên quảng bá QAnon, đã tham dự "hội nghị thượng đỉnh truyền thông xã hội" của Nhà Trắng vào tháng 7 năm 2019. Các tín đồ QAnon thường gắn thẻ mạng xã hội của họ các bài đăng trên phương tiện truyền thông với hashtag #WWG1WGA, thể hiện phương châm "Where We Go One, We Go All".
Tại một cuộc biểu tình vào tháng 8 năm 2019, một người đàn ông đang hâm nóng đám đông trước khi Trump phát biểu đã sử dụng khẩu hiệu của QAnon, sau đó phủ nhận rằng đó là một ám chỉ tới QAnon. Điều này xảy ra vài giờ sau khi công bố một báo cáo rằng FBI đã xác định QAnon là một nguồn tiềm ẩn của khủng bố trong nước, lần đầu tiên cơ quan này đánh giá một thuyết âm mưu ngoài lề như vậy. Theo phân tích do Media Matters for America thực hiện, tính đến tháng 8 năm 2020, Trump đã khuếch đại thông điệp QAnon ít nhất 216 lần bằng cách đăng lại hoặc đề cập đến 129 tài khoản Twitter liên kết với QAnon, đôi khi nhiều lần trong ngày. Những người theo dõi QAnon gọi Trump là "Q+".
Vào năm 2020, số lượng người theo thuyết QAnon không được biết chắc chắn, nhưng họ đã có một sự hiện diện lớn trên mạng xã hội. Vào tháng 6 năm 2020, Q đã kêu gọi những người theo dõi thực hiện "lời thề chiến binh kỹ thuật số" và nhiều người đã thực hiện bằng cách sử dụng hashtag Twitter #TakeTheOath. Vào tháng 7 năm 2020, Twitter đã cấm hàng nghìn tài khoản liên kết với QAnon và thay đổi thuật toán của nó để giảm sự lan truyền của thuyết âm mưu này. Một phân tích nội bộ của Facebook được báo cáo vào tháng 8 cho thấy hàng triệu người theo dõi trên hàng nghìn nhóm và trang; Facebook đã hành động để loại bỏ và hạn chế hoạt động QAnon vào cuối tháng đó.
Những người theo dõi cũng đã di chuyển đến các bảng tin chuyên dụng như EndChan và 8chan (hiện tại được đổi tên thành 8kun), tại đó họ tổ chức để tiến hành cuộc chiến thông tin nhằm ảnh hưởng đến cuộc bầu cử năm 2020. Sau khi Trump thua Joe Biden, niềm tin vào QAnon đã trở thành một phần của nỗ lực lật ngược kết quả bầu cử, cụ thể hóa thành bạo loạn tại điện Capitol Hoa Kỳ, dẫn đến một cuộc sàng lọc chặt chẽ hơn nữa đối với nội dung về QAnon trên các phương tiện truyền thông xã hội.

## Tuyên bố về âm mưu
Thuyết âm mưu này thường được nhấn mạnh một cách rộng rãi là "không có thực" và "vô căn cứ". Những người đề xướng thuyết âm mưu được gọi là "một âm mưu loạn trí" và "một số fan Trump nhiệt tình nhất trên Internet". Thuyết này được phổ biến chủ yếu do những người ủng hộ của Trump, người nhắc đến Storm và Great Awakening - các khái niệm và từ vựng của QAnon liên quan chặt chẽ đến các khái niệm tôn giáo của millenarianism và apocalypticism, dẫn đến việc nó được đôi khi hiểu như một phong trào tôn giáo mới nổi.  Các tín đồ của QAnon, trong khi coi Trump là một Cơ đốc nhân còn thiếu sót, cũng xem ông như một đấng cứu thế được Chúa gửi đến

Theo Travis View, người đã nghiên cứu QAnon và viết nhiều về nó trên tờ The Washington Post, bản chất của thuyết âm mưu này là:
"Thuyết QAnon được dựa trên ý tưởng rằng có một nhóm những kẻ ấu dâm thờ quỷ Satan đang thống trị toàn thế giới và kiểm soát mọi thứ, [...] Họ kiểm soát các chính trị gia, truyền thông, Hollywood và che giấu  sự tồn tại của chính họ. Và họ sẽ tiếp tục thống trị thế giới nếu Donald Trump không trở thành tổng thống. Theo thuyết âm mưu này, Trump biết hết về những điều xấu xa nhóm này đang làm. Và một trong những lí do Trump được bầu là để chấm dứt sự tồn tại của nhóm này.. Và rằng mọi người sẽ không biết gì về cuộc chiến vô hình này giữa Trump và quân đội Hoa Kỳ [...], nếu như không có 'Q'. Và 'Q' cơ bản là một người dùng trên 4chan, sau này chuyển sang 8chan, người tiết lộ các bí mật về cuộc chiến này, về những gì nhóm những kẻ ấu dâm đang làm và các cuộc bắt giữ trong tương lai qua các bài đăng của mình." 
Những người đi theo QAnon cũng tin rằng có một sự kiện sắp xảy ra được gọi là "Storm - Bão tố", khi hàng nghìn thành viên của nhóm này sẽ bị bắt và có thể bị đưa đến nhà tù Vịnh Guantanamo hoặc phải đối mặt với các tòa án quân sự, và quân đội Mỹ sẽ tiếp quản nước Mỹ. Kết quả sẽ là sự cứu rỗi và xã hội không tưởng trên trái đất.